# Jiří Voskovec
Jiří Voskovec, właśc. Jiří Wachsmann (ur. 19 czerwca 1905 w miejscowości Sázava-Budy, zm. 4 lipca 1981 w Pearblossom) – czeski aktor, dramatopisarz, reżyser, poeta i tłumacz.

## Życiorys
W 1924 r. zdał maturę w Lycée Carnot w Dijon (Francja). Potem studiował prawo na Uniwersytecie Karola w Pradze (1924–1927).
Premiera sztuki Vest Pocket Revue (1927), którą napisał z Janem Werichem, jest początkiem ich teatralnego życia profesjonalnego.
Obaj potem grali w awangardowym teatrze Osvobozené divadlo, który w 1929 r. został sceną V+W. W 1938 r. był teatr zamknięty, Voskovec i Werich z kompozytorem Jaroslavem Ježkem wyjechali do Stanów Zjednoczonych, gdzie przeżyli II wojnę światową.
Po powrocie do kraju V+W odnowili Osvobozené divadlo, po lutym 1948 r. Voskovec emigrował do Francji i dwa lata później do USA, gdzie uprawiał aż do śmierci teatralne, filmowe i telewizyjne aktorstwo.
Od 1922 publikował wiersze i prozę w różnych almanachach (Život II, Disk, Fronta) i czasopismach (Pásmo, ReD, Erotická revue, Vest Pocket Revue). Centrum jego twórczości był jednak teatr i współpraca z Janem Werichem. Para ta stworzyła w Teatrze Wyzwolonym erę legendarną, która od początkowych sztuk dadaistycznych osiągnęła szczyt w ważnych rewiach politycznych.
W 1995 został pośmiertnie odznaczony Medalem Za zasługi II stopnia.

### Filmografia
- Pudr a benzin (1931)
- Hej rup! (1934)
- Svět patří nám (1937)
- Affair in Trinidad (reż. Vincent Sherman, 1952)
- The Iron Mistress (reż. Gordon Douglas, 1952)
- The 27th Day (reż. William Asher, 1957)
- Dwunastu gniewnych ludzi (reż. Sidney Lumet, 1957)